# Phiala infuscata
Phiala infuscata är en fjärilsart som beskrevs av Karl Grünberg 1907. Phiala infuscata ingår i släktet Phiala och familjen Eupterotidae. Inga underarter finns listade i Catalogue of Life.